# Luis Alberto Costales
Luis Alberto Costales Cazar (Riobamba, 24 de diciembre de 1926-Riobamba, 1 de febrero de 2006) fue un poeta, historiador, filósofo, maestro, orador, agricultor y político ecuatoriano. 
Poeta y escritor resuelto a vivir para amar a su ciudad, creador de paisajes líricos conjugados con lo épico, defiende el sentimiento, la imaginación, el idealismo y el patriotismo. Filósofo Idealista, cuya ﬁlosofía se amparaba en ﬁrmes principios morales y éticos.
Entre sus obras se destacan Bucólicas y una vida simple, Sobre el pomo de la tierra, Exiliado en el verso.   y  Rutas de sombra y sol. Considerado uno de los ausentes del premio Eugenio Espejo. Fue además, cofundador del Partido Izquierda Democrática siendo integrante del Primer Consejo Ejecutivo Nacional, el cual estuvo conformado por Alfredo Buendía, Rodrigo Borja, Fidel Jaramillo Terán, Efrén Cocíos y otros.

## Biografía

### Primeros años

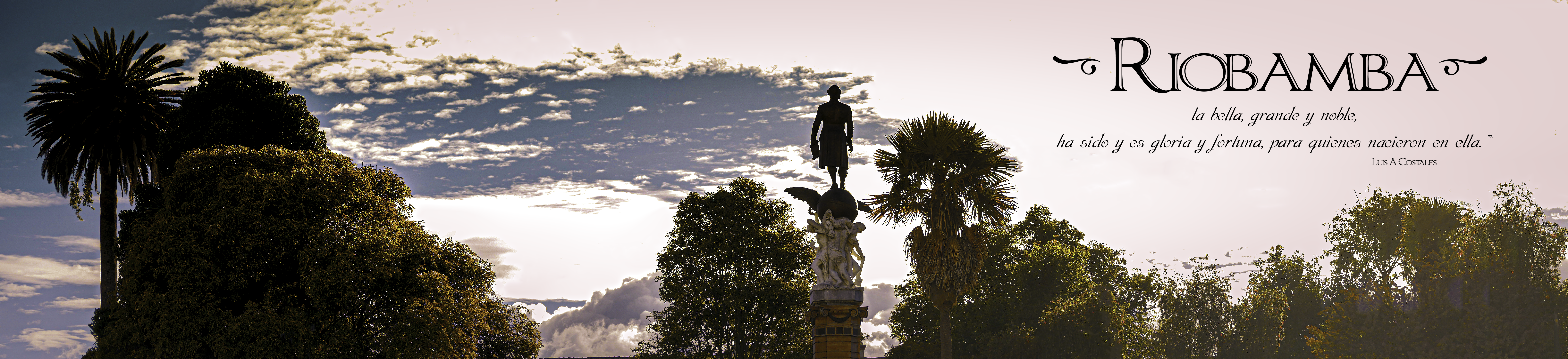
“ Riobamba, la bella, grande y noble, ha sido y es gloria y fortuna, para quienes nacieron en ella. “ - Luis A Costales

Hijo de Luis Arsecio Costales Cevallos y de Esther Lucía Cazar Chávez. Su niñez y juventud transcurren intercaladas entre las haciendas que fueron propiedad de sus padres: Maguazo, Lanlán, Ocpote y San Pablo. Donde llegó a conocer y amar profundamente a los indígenas, ya que compartía con ellos mucho tiempo en labores de agricultura.  Con su familia reuniones íntimas a la luz de las velas, donde privilegiaba la voz de su padre en relatos de anécdotas con carácter histórico, unas veces y otras, de novelas y cuentos clásicos. En una ocasión, al pasar a caballo por una iglesia cercana, oye por primera vez el tañer de una campana y, a su corta edad, pensó que se trataba de una manifestación divina, por lo que decide escribir su primer poema. Dicho sonido, agradabilísimo, quedaría impreso para siempre en su alma.
En 1932 realiza su primer año de estudio en la Escuela Simón Bolívar de Riobamba. Para el segundo año de estudio ingresa a la Escuela Santo Tomás Apóstol Riobamba (STAR). Sus estudios secundarios los realiza en el Colegio San Felipe Neri de la misma ciudad, regentada por los padres jesuitas. En 1945 ingresa a la Universidad Central del Ecuador, de la ciudad de Quito, a la facultad de Ciencias Internacionales (Diplomacia), y en la que fuera designado Vicepresidente de la Asociación de Estudiantes. Obtiene el Primer Premio Inter-Universitario por la Declaración de los Derechos del Hombre (1950).

### En la ciudad de Quito
Su estancia en Quito, estuvo intercalada entre sus estudios profesionales y el cultivo de las letras; es así como al frecuentar el "Café Bohemio", cafetería ubicada en pleno centro de la ciudad capital, tuvo la oportunidad de conocer y hacer amistad con reconocidos escritores ecuatorianos tales como: Benjamín Carrión, César Dávila Andrade, a quien apodaban "El Faquir", entre otros.
El Café Bohemio era un lugar para compartir momentos de amistad e intercambiar trabajos que eran leídos, admirados y criticados por los asistentes, todo esto acompañado de las magníficas interpretaciones en piano, del ilustre compositor y maestro Huberto Santacruz. El contacto con personalidades de la literatura de la época, le inspiran su acercamiento y acendrada pasión por las letras. A la edad de 23 años, dos años antes de terminar su carrera universitaria, contrae matrimonio con Aída Violeta Terán Moncayo; obtiene luego su título de Doctor en Derecho Internacional, cuya tesis fue aclamada y reposa en los archivos de la Universidad Central. En Quito, nace su primer hijo: Luis, y de regreso en Riobamba, nacen: María, Carlos, Lucía, Susana y Lourdes Jacqueline.

### Carrera política

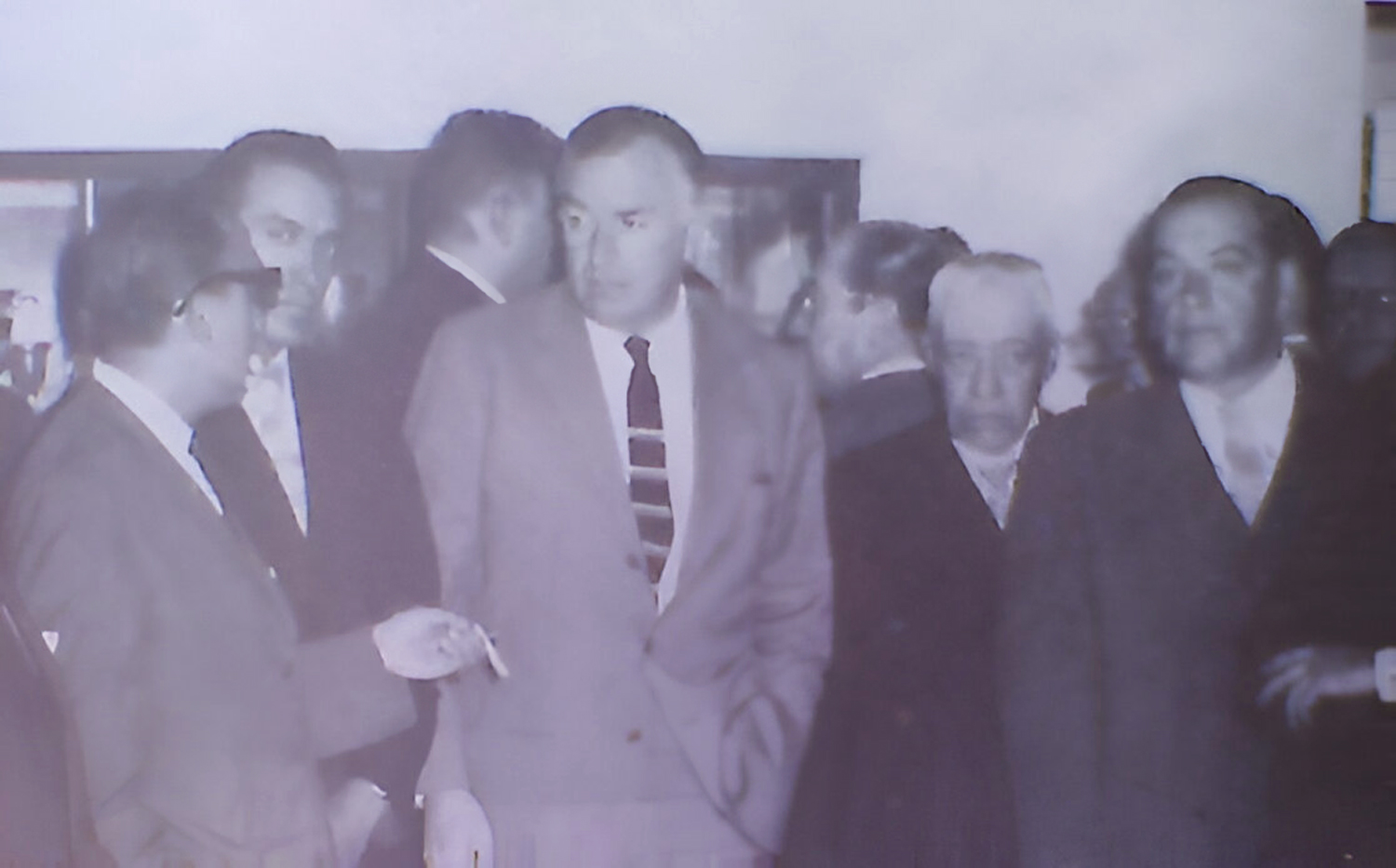
Luis Alberto Costales junto al expresidente del Ecuador Galo Plaza Lasso y Benjamín Carrión

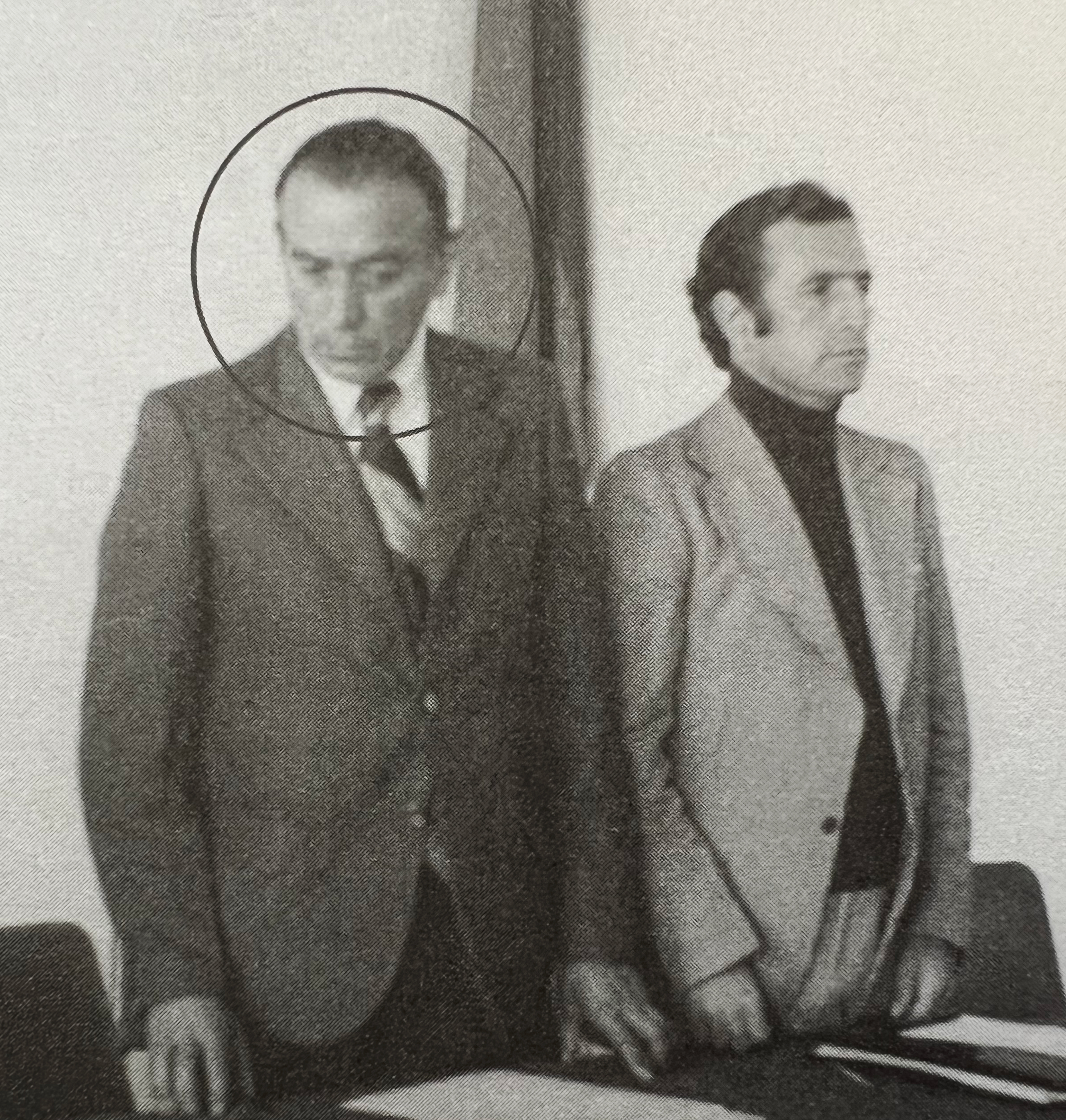
Luis Alberto Costales junto al expresidente del Ecuador Rodrigo Borja Cevallos cofundadores del partido Izquierda Democrática (Ecuador).

En el campo político, y hacia el año de 1959, incursiona en las filas del Partido Liberal Radical Ecuatoriano, llega a ser su Director Provincial por el lapso de ocho años consecutivos. Para 1960, actúa como jefe de campaña presidencial de Galo Plaza Lasso.
Por elección popular, alcanza la Concejalía del Cantón Riobamba, en 1962; en 1963 fue nombrado Consejero Provincial de Chimborazo, en ese mismo año, actúa también como Presidente de ese organismo seccional, equivalente actualmente a Prefecto, cargo que años más tarde lo ocuparía su primer hijo Luis Eduardo Costales Terán. Luego, hacia el año de 1967 actúa como jefe de campaña presidencial del Dr. Andrés F. Córdova, a quien con cariño llamaban "Lluro Córdova", su amigo entrañable. Al extinguirse el Partido Liberal, luego de la firma del famoso "Pacto Morderé", nace la Izquierda Democrática, primero como un movimiento independiente. En el año de 1970 se realiza la primera convención de este movimiento en la ciudad de Quito, del cual Luis Alberto Costales sería su primer Presidente Nacional. Partido que para 1986 se convierte en la primera fuerza política del Ecuador y que llevare a la Presidencia de la República al Dr. Rodrigo Borja Cevallos.
En 1988 fue nombrado Director Provincial del Instituto Ecuatoriano de Seguridad Social IESS Regional 5, cargo que desempeñó con mucha responsabilidad, por el lapso de tres años.
En este mismo año, funda el grupo cultural, Ateneo "José María Román" de Chimborazo, a petición de su entrañable amigo y Presidente Nacional el Dr. Guillermo Bossano V.
En 1991, fue elegido diputado alterno por la Provincia de Chimborazo, por el Partido Izquierda Democrática. Sin embargo, su cargo más importante fue presidir la Junta Patriótica de Chimborazo. El grupo analizó los problemas limítrofes con el Perú. Costales viajó a Tiwintza a alentar a los soldados.

### Últimos días

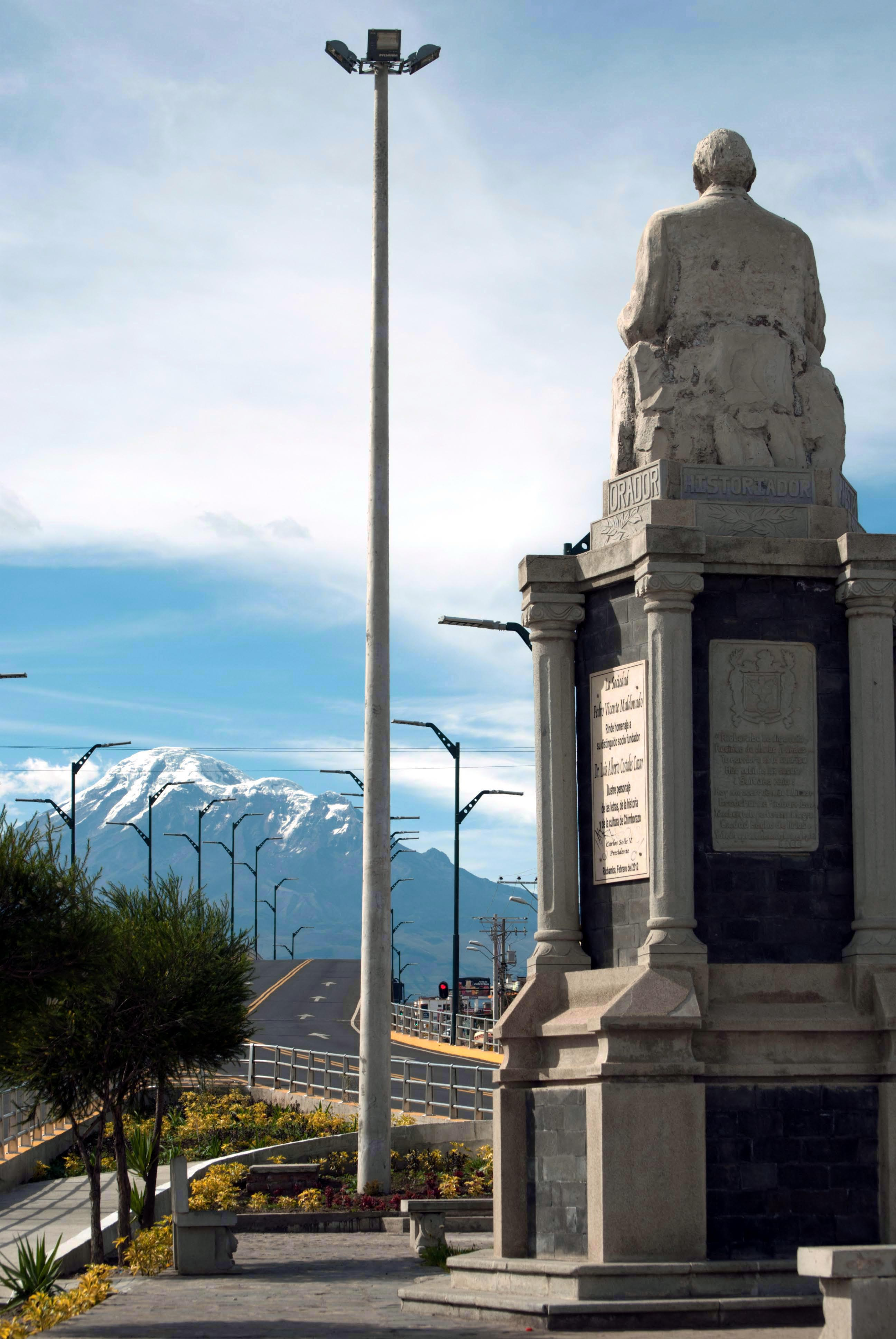
Monumento a Luis Alberto Costales en Riobamba (2009), de fondo el volcán Chimborazo Cita del autor: “El Chimborazo me tomó de la mano para ascender con orgullo los altísimos estamentos ideales, de la belleza y la verdad.”.

Lejos de toda ambición pasajera busca por largo tiempo un lugar donde encontrar la tan ansiada paz y poder llevar una vida sencilla y natural. La naturaleza siempre lo cautiva, por ello se refugia en su quinta "Santa Teresita" ubicada en la ciudad de Guano a pocos kilómetros de Riobamba, a la cual llama "Oficina de Ilusiones", rodeado de libros y papeles que reposan en su viejo escritorio. El poeta se dedica de lleno a los menesteres de la palabra, del pensamiento, de la lectura profunda y del conocimiento filosófico por más de veinte años, es aquí donde se inspiró para crear una relevante obra literaria, donde predominaban los más puros sentimientos, y la naturaleza. De ella extrae inspiración que logra plasmar en sus composiciones.
La tecnología nunca habitó aquel espacio propicio para la existencia de su vieja máquina de escribir. Aquí volverá a repasar las páginas de su tan admirado Juan Montalvo, Juan de Velasco, Miguel de Cervantes, Sartre, Auguste Comte, Sócrates, Platón, Aristóteles, Quevedo, Victor Hugo y tantos otros personajes ilustres, en compañía de las melodías de: Beethoven, Berlioz, Felix Mendelssohn, Vivaldi, Debussy, Johann Strauss (hijo) y Franz Schubert.
A mediados del 2005, Luis Alberto Costales cae gravemente enfermo, víctima de un cáncer de pulmón del que no podrá escapar, entonces, en julio de ese mismo año la Casa de la Cultura Benjamín Carrión Núcleo de Chimborazo, decide publicar su libro "Sobre el Pomo de la Tierra", acto en el que además, recibe un homenaje, por parte de algunas instituciones y entidades culturales de la ciudad. Transcurren sus ocho últimos meses de vida en esta ciudad, bajo los cuidados y afectos de su familia y amigos. Finalmente, el primero de febrero del 2006 fallece.
Luego de su muerte, gran parte de la obra fue rescatada por sus hijos, quienes recopilaron muchas de sus composiciones y las publicaron en el libro "Exiliado en el verso" tomos I y II. Cabe resaltar que Luis Alberto Costales no escribía con interés de lucro o fama, razón por la cual archivó todos sus escritos. En la Biblioteca Ecuatoriana de Arte e Historia "Aurelio Espinosa Pólit" de la ciudad de Quito existe una sección con su nombre.

## Cargos desempeñados
- Concejal de Riobamba, 1962

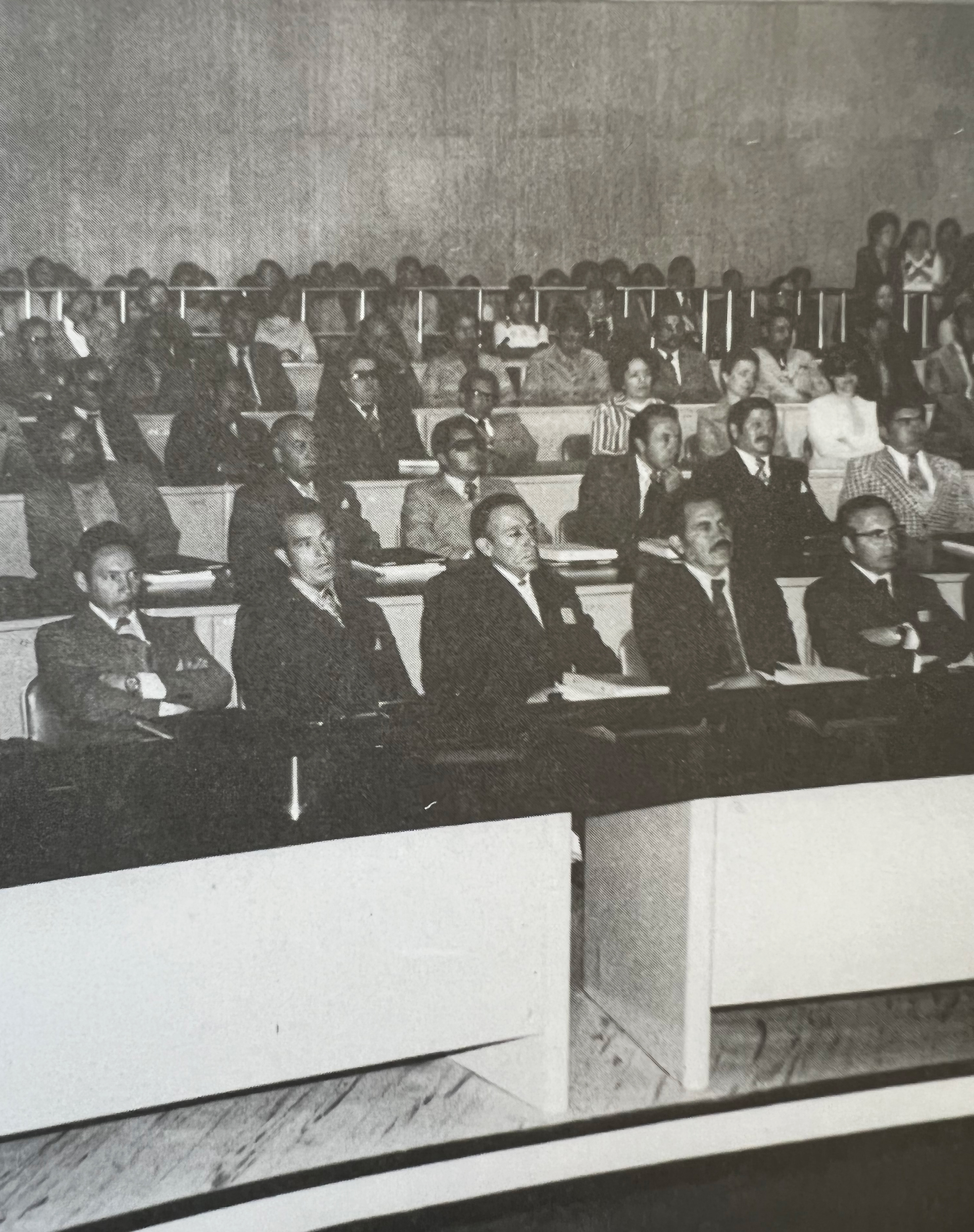
En la Asamblea Nacional como diputado alterno en 1967

- Director provincial de educación de Chimborazo, en dos ocasiones: 1963 y 1974
- Consejero provincial de Chimborazo, 1965
- Prefecto de Riobamba, 1965
- Vicepresidente del centro agrícola de Riobamba, por ocho años
- Profesor del colegio San Felipe Neri
- Profesor y rector del colegio Pedro Vicente Maldonado, 1972 – 1984
- Director regional del instituto ecuatoriano de seguridad social, 1988 - 1990
- Diputado alterno de la provincia del Chimborazo
- Fundador del ateneo de Chimborazo[13]

## Obras
- Cuadernos culturales, 1978.
- Antología poética, Ateneo de Chimborazo, 1979.
- Canto cósmico, 1982.
- Letras del Ateneo de Chimborazo, 1984-1986.
- Sobre el pomo de la Tierra, 2005.
- Bucólicas y una vida simple, 2005.

Póstumas
- Exiliado en el verso, tomos I y II, 2009.
- Rutas de Sombra y de Sol, 2011
- Piel Adentro, 2019. [14]

Inéditas
- Reflexiones filosóficas

## Reconocimiento y legado

### Premios obtenidos
- Primer premio intercolegial histórico-literario (1942)
- Primer premio por La Declaración de los Derechos del Hombre (1950)
- Primer premio poesía cósmica, Casa de la Cultura y Consejo Provincial de Pichincha (1982)
- Primer premio en poesía: Instituto de Arte Moderno, Quito (1993)
- Primer premio en el concurso nacional de poesía geológica (poema canto cósmico)[6]
- Considerado como uno de los ausentes del Premio Eugenio Espejo[15]

### Galería

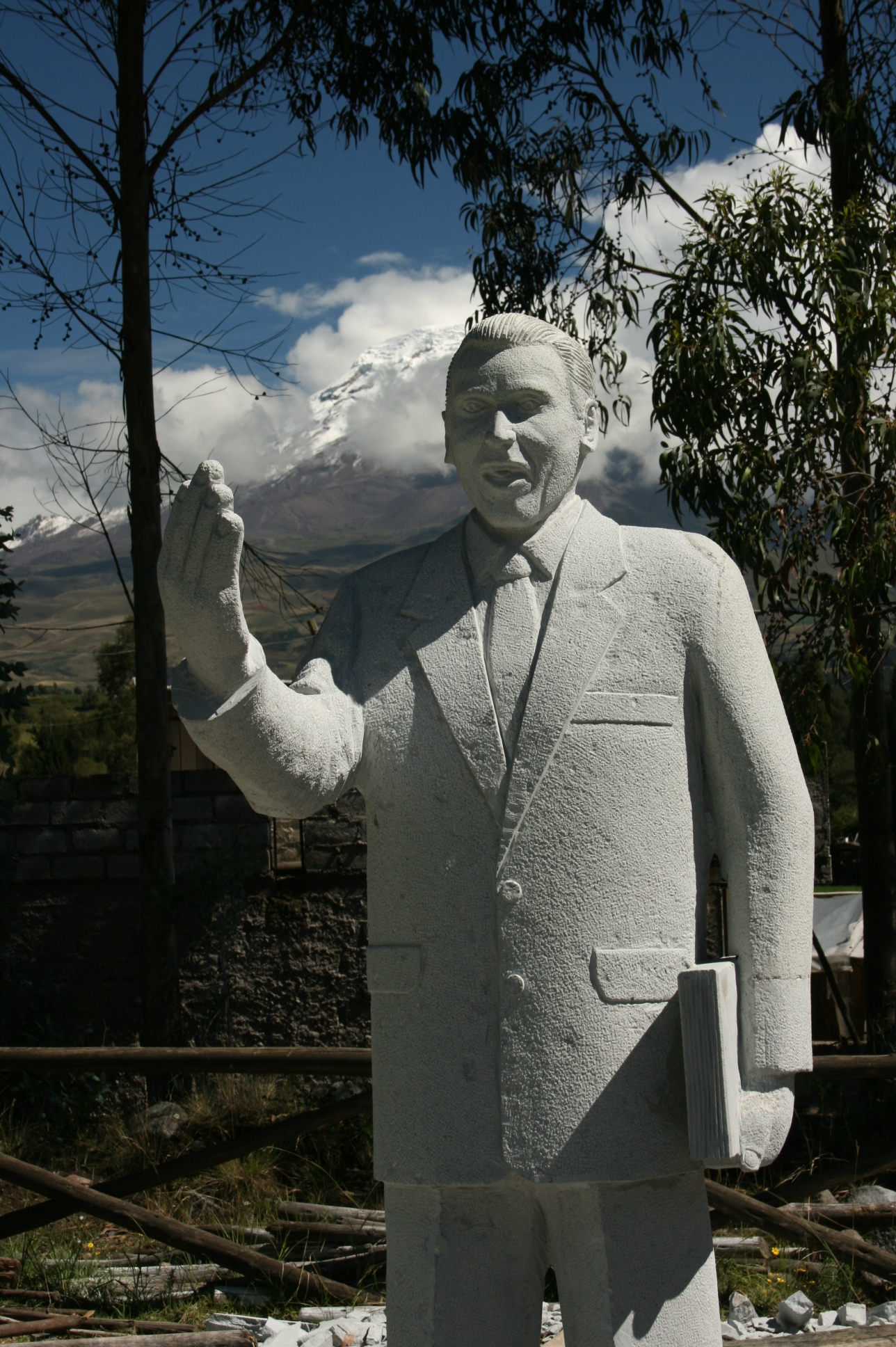
Monumento al poeta Luis Alberto Costales Cazar en Colta Ecuador. Personaje ilustre de Riobamba
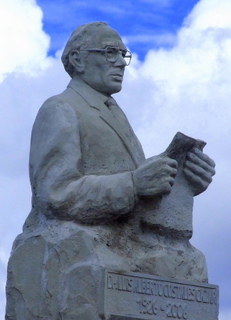
"Creedme. Yo estaré con vosotros en la fatiga de todos los ocasos..."[18] Busto de Luis Alberto Costales en Riobamba, 2009).